# 菲利普斯堡鎮區 (堪薩斯州菲利普斯縣)
菲利普斯堡鎮區（英語：Phillipsburg Township）為美國堪薩斯州菲利普斯縣轄下的鎮區。2010年美国人口普查中該鎮區人口有259人。

## 地理
菲利普斯堡鎮區涵蓋總面積為88.98平方（34.36平方英里）。

## 人口統計
根據2010年美國人口普查，菲利普斯堡鎮區人口有259人，住房123戶，人口密度為2.91人/每平方公里。此鎮區居民之種族中，白人佔97.68%，非裔美國人佔1.54%，美洲原住民佔0%，亞裔美國人佔0.77%，太平洋島裔美國人佔0%，其他種族佔0%，混血種族則佔0%。而西班牙裔或拉丁裔美國人佔此鎮區人口的0.77%。

## 交通

### 主要公路
- 36號美國國道
- 183號美國國道